# Paco Delgado
Francisco Delgado López, més conegut com a Paco Delgado (Arrecife, Lanzarote, 1965) és un dissenyador de vestuari espanyol. Ha estat nominat per l'Acadèmia a les categories d'Oscar al millor vestuari en dues ocasions: als Premis Oscar de 2012 per la pel·lícula Les Misérables, i als Premis Oscar de 2015 per la pel·lícula The Danish Girl.
També ha guanyat el Goya al millor disseny de vestuari per Blancaneu (2012) i Las brujas de Zugarramurdi (2014).

## Filmografia
- A Wrinkle in Time (2018)
- Abracadabra (2017)
- Múltiple (2016)
- Grimsby (2016)
- The Danish Girl (2015)
- The 33 (2015)
- Las brujas de Zugarramurdi (2013)
- Les Misérables (2012)
- Blancaneu (2012)
- La piel que habito (2011)
- Balada triste de trompeta (2010)
- Biutiful (2010)
- Una hora más en Canarias (2010)
- Plutón BRB Nero (TV, 2008-2009)
- Sexykiller, morirás por ella (2008)
- The Oxford Murders (2008)
- Arritmia (2007)
- Los aires difíciles (2006)
- Reinas (2005)
- Crimen ferpecto (2004)
- La mala educación (2002)
- 800 balas (2002)
- La comunidad (2000)